# Сескло
Се́скло (греч. Σέσκλο) — одно из первых известных неолитических поселений Европы, VII—VI тыс. до н. э. Названо по имени ныне существующей арумынской деревни Сескло в Греции в 8 километрах к западу от Волоса в общине Волос в периферийной единице Магнисии в Фессалии, где в XIX веке впервые производились раскопки.

## Археологическое место
Древнейшие находки датируются ~ 6850 г. до н. э. с погрешностью до 660 лет. Они принадлежат двум разным культурам, прото-Сескло и пре-Сескло. Последняя представлена вторичными поселениями, примыкающими к главному селению прото-Сескло, и относится к вторженцам старчево-кришской культуры, географически распространенной севернее Фессалии на берегах Дуная. Для культуры пре-Сескло была характерна штампованная керамика, которая, однако, довольно быстро исчезает. Обе культуры земледельческие. Дома вначале маленькие, из одной-двух комнат, из дерева или из сырцового кирпича на каменном фундаменте, строили на склонах холмов, примыкающих к плодородным долинам, где выращивали пшеницу и ячмень. Кроме того, разводили коз, овец, крупный рогатый скот, собак. В VI тысячелетии до н. э. появляются двухэтажные дома и мегароны (здания с колоннами). В поселении Сескло жило около 3 тыс. человек, что позволяет сопоставить его с неолитическими городами Ближнего Востока (Чатал-Гююк) и считать первым известным городом Европы. Более древние неолитические культуры Греции в эту эпоху ещё обитали в пещерах (Франхти).

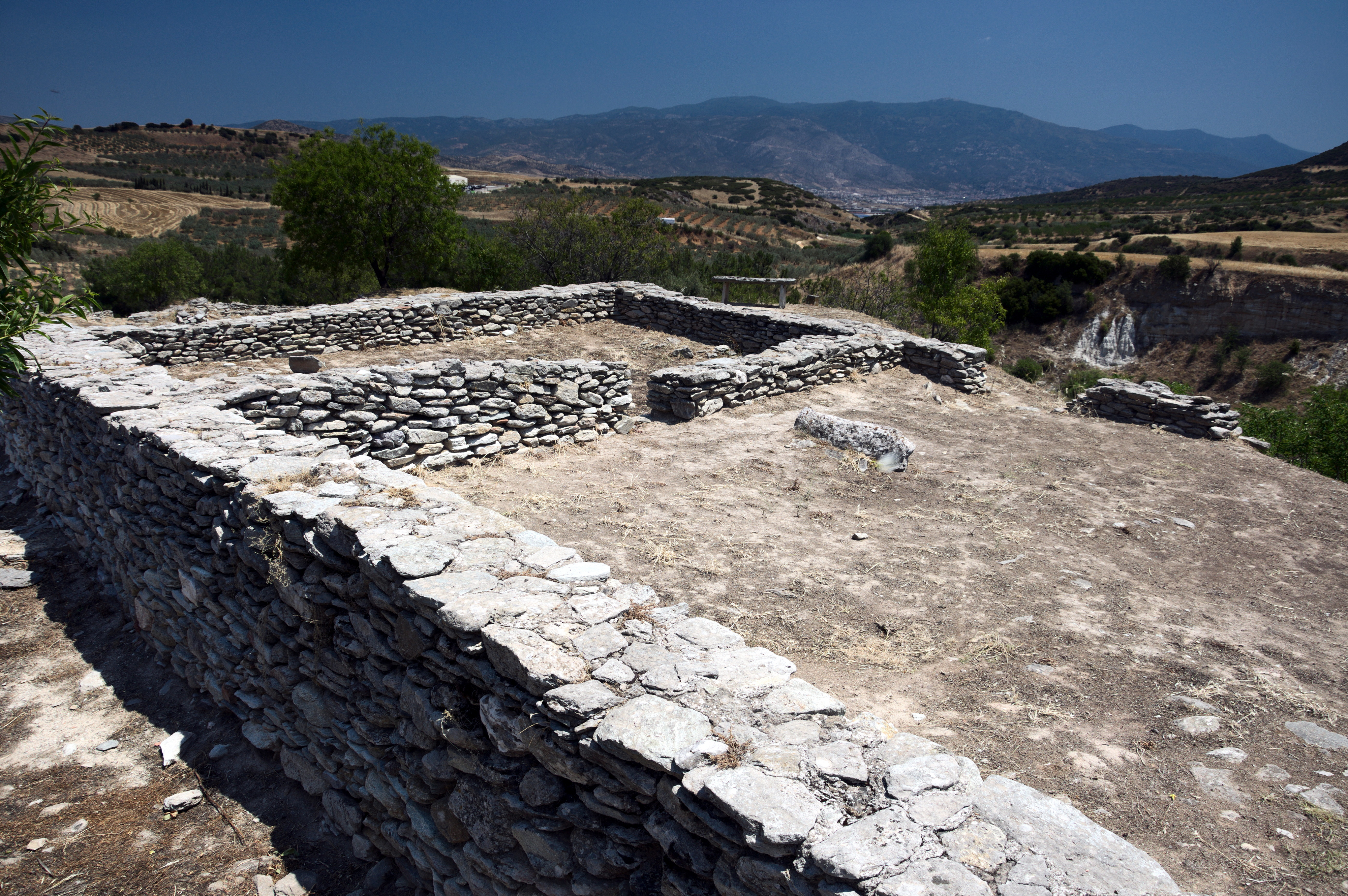
Мегарон в Сескло

В целом неолитический комплекс прото-Сескло соответствует современному ему ближневосточному, но крупный рогатый скот был, по-видимому, одомашнен в Фессалии, где появился на несколько столетий раньше, чем в Чатал-Гуюке. Первые жители прото-Сескло не были знакомы с керамикой, что также сближает их с носителями ближневосточных культур докерамического неолита. Позже появляются изящные глазурованные кубки и чаши, декорированные геометрическим узором красного и коричневого цветов. В самый поздний период орнамент эволюционирует до мотивов, напоминающих языки пламени. Аналогичная керамика известна также в Западной Македонии, но отличается от малоазиатской.
Кроме посуды, найдены статуэтки женщины, часто беременной, считающиеся признаком культа Богини-матери, что, впрочем, характерно не только для культур Сескло, но для всего Балканского полуострова и Подунавья.
Культуры Сескло считаются материнскими для возникших позже других балканских неолитических культур, в частности старчево-кришской. Под их влиянием складывается также культура кардиальной керамики. В V тысячелетии до н. э. поселение Сескло было завоевано соседней культурой Димини.
Открыто Христосом Цундасом в конце XIX века. Раскопки проводили греческие археологи Христос Цундас (в 1901—1902 гг.) и Димитрис Теохарис (с 1956 года).